# Ronja Rath
Ronja Rath (* 1999 in Leipzig) ist eine deutsche Schauspielerin.

## Werdegang
Rath begann als Jugendliche mit dem Schauspielern im Jugendtheater ihrer Heimatstadt Leipzig. Im Schauspiel Leipzig hatte sie 2017 ihre erste Theaterrolle im Stück Einige Nachrichten an das All. Es folgten weitere Engagements am Schauspiel Leipzig, unter anderem in den Stücken Die Rättin und Arabella oder Die Märchenbraut, bis sie 2023 an das Dresdner Theater Junge Generation wechselte. Hier hatte sie 2023 im Stück Momo unter der Regie von Katharina Brankatschk ihre erste Hauptrolle. Im selben Jahr schloss sie ihre 2018 begonnene Schauspielausbildung an der Hochschule für Musik und Theater „Felix Mendelssohn Bartholdy“ Leipzig ab.
Parallel zu ihrer Karriere am Theater trat Rath auch in TV-Rollen auf. 2014 hatte sie eine erste Nebenrolle in der Arztserie In aller Freundschaft. 2020 und 2021 spielte sie in den Kurzfilmen Die Anderen, Wovon wir nähren und Intimität. Im 2023 erschienenen Dresdner Tatort: Was ihr nicht seht spielte sie ein Mädchen im Club. Ihre erste Hauptrolle in einem Fernsehfilm hatte sie 2025 als Maria Abeler in Auf der Walz – Drei Jahre und ein Tag. Für diese Rolle wurde sie für den Jupiter Award 2026 nominiert. Ebenfalls 2025 spielte sie die Sina Davids in der Episode Kowalski der Kriminalserie SOKO Leipzig.
Ronja Rath lebt in Dresden.

## Theater (Auswahl)
- 2017: Einige Nachrichten an das All (Hilda/Andere), Regie: Yves Hinrichs, Schauspiel Leipzig
- 2021: Die Rättin (Rotkäppchen), Regie: Claudia Bauer, Schauspiel Leipzig
- 2023: Torgau - Eine kalte Umarmung (Sonja), Regie: Regine Dura, Hans-Werner Kroesinger, Schauspiel Leipzig
- 2024: Das Gewicht der Ameisen (Jeanne Croteau), Regie: Julia Sontag, Theater Junge Generation, Dresden
- 2024: Die gebesserte Ratte (Hausfrau Elsi), Regie: Petra Schönwald, Theater Junge Generation, Dresden
- 2024: Dann heul doch!, Regie: Julia Brettschneider, Theater Junge Generation, Dresden
- 2025: Die Mitte der Welt (Dianne), Regie: Julia Brettschneider, Theater Junge Generation, Dresden

## Filmografie (Auswahl)
- 2014–2015: In aller Freundschaft (Fernsehserie, 2 Episoden)
- 2020: Die Anderen (Kurzfilm)
- 2020: Jochen macht Triathlon
- 2020: Wovon wir nähren (Kurzfilm)
- 2021: Intimität (Kurzfilm)
- 2022: Tatort: Was ihr nicht seht
- 2025: Auf der Walz – Drei Jahre und ein Tag
- 2025: SOKO Leipzig (Fernsehserie, 1 Episode)